# The Common Cause
The Common Cause è un film muto del 1919 prodotto e diretto da J. Stuart Blackton che aveva come interpreti Herbert Rawlinson, Sylvia Breamer, Huntley Gordon.
La sceneggiatura di Anthony Paul Kelly si basa sulla commedia musicale Getting Together (libretto di J. Hartley Manners, Ian Hay e Percival Knight, canzoni di Gitz Rice) andata in scena in prima il 18 marzo 1918 al Lyric Theatre di Broadway.

## Trama
Prologo

Britannia, Italia e Stati Uniti rispondono all'appello lanciato da Belgio e Francia.
Helene e Orrin Palmer si lasciano: lei ora è libera di intrecciare una relazione con uno scapolo, il giovane Edward Wadsworth. Quando scoppia la guerra, Helene incita, dai gradini della Biblioteca Pubblica di New York, gli uomini di ogni ceto e condizione sociale ad arruolarsi. Orrin parte volontario e la stessa cosa fa anche Edward. Nel corso dei combattimenti sul suolo francese, Edward resta gravemente ferito e viene portato in salvo da Orrin.
 
Helene, da parte sua, è entrata nella Croce Rossa, andando a lavorare come infermiera in una piccola città francese. Ma i tedeschi invadono la cittadina e, durante la ritirata, lei resta indietro insieme ai malati e ai feriti che non possono essere spostati. Aggredita da un soldato nemico che vuole violentarla, quando arrivano le truppe americane la donna viene salvata da Orrin. Dal suo letto di morte, Edward - che la dura vita di soldato ha rafforzato moralmente - riunisce i due sposi, ormai riconciliati. La pace sta arrivando.
Epilogo

La guerra è finita e nasce la Lega delle Nazioni.

## Produzione
Il film fu prodotto dalla J. Stuart Blackton Feature Pictures sotto gli auspici della British Canadian Recruiting Mission.

## Distribuzione
Il copyright del film, richiesto dalla Blackton Productions, Inc., fu registrato il 25 novembre 1918 con il numero LP13084.
Distribuito dalla Vitagraph Company of America e presentato da Albert E. Smith, il film uscì nelle sale statunitensi il 5 gennaio 1919.
Non si conoscono copie ancora esistenti della pellicola che viene considerata presumibilmente perduta.